# 埼玉県道412号南羽生停車場線
埼玉県道412号南羽生停車場線（さいたまけんどう412ごう みなみはにゅうていしゃじょうせん）は、埼玉県羽生市の南羽生停車場（南羽生駅）から、埼玉県道129号加須羽生線に至る県道である。

## 概要
南羽生駅前から西進し、突き当りで北に向きを変え、東武伊勢崎線を横断し加須羽生線に至る県道である。終点は線路から離れるが、南羽生駅と羽生駅のほぼ中間点に当たる。周辺は水田地帯である。

## 路線データ
- 起点：埼玉県羽生市南羽生（南羽生停車場）
- 終点：埼玉県羽生市秀安（埼玉県道129号加須羽生線 秀安交差点）
- 実延長：2,124m

## 地理

### 通過する市町村
- 埼玉県
  - 羽生市

### 交差する道路
- 埼玉県道129号加須羽生線

### 交差する交通機関・主な河川
- 東武伊勢崎線

### 沿道・近隣の主な施設
- 南羽生駅
- イオンモール羽生
- 羽生市立須影小学校
- JAほくさい須影支店
- 老人ホーム薫藤園
- 埼玉県立羽生高等学校

### バス路線
- 羽生市福祉バス
  - 市役所 - 羽生駅東口 - 南羽生駅（ - 小松 - 羽生駅西口 - 市役所） 月曜 - 金曜 1日2往復